# 319 a. C.
El año 319 a. C. fue un año del calendario romano prejuliano. En el Imperio romano se conocía como el Año del Consulado de Cursor y Cerretano (o menos frecuentemente, año 435 Ab urbe condita).

## Acontecimientos
- Subida al trono de Poliperconte.

## Fallecimientos
- Antípatros, padre de Casandro de Macedonia.